# Серебряный пепел
Серия «Серебряный пепел» — уникальное библиофильское издание малоизвестных, а то и вовсе забытых поэтов Серебряного века и Русского Зарубежья конца XIX — первой трети XX века.
Книги серии не только воспроизводят печатные оригиналы, но дополняют стихотворную часть мемуарной прозой авторов, перепиской, рецензиями, архивными материалами. Составители серии — Виктор Кудрявцев и Сергей Ковнер (издательство «Мнемозина», Рудня-Смоленск). Издатели привлекли к сотрудничеству известных исследователей, писателей и библиофилов — Л. Турчинского, А. Соболева, Е. Витковского, Л. Мнухина, сотрудников Парижской Тургеневской Библиотеки, Славянской Библиотеки Хельсинки и др.
Издание выполнено небольшими тиражами (20-30 экз.) ручным способом.
Формат книг: 102х150 мм, ручной переплёт, серийное тиснение фольгой.
В настоящее время серия закрыта издателями; всего увидело свет 29 выпусков.

## Состав серии
- Вып. 1. Ширман, Григорий. Зверинец звезд: Стихотворения. 2008. — 488 стр.
- Вып. 2. Белоцветов, Николай. Небесный хор: Стихотворения. 2009. — 160 стр.
  - Николай Николаевич Белоцветов (1892—1950) — поэт, переводчик, публицист, религиозный мыслитель. Автор сборников «Дикий мед» (Берлин, 1930) и «Шелест» (Рига, 1936). Публиковался в журналах «Числа», «Современные записки», «Русские записки» и др. В 1928 в Школе Рудольфа Штейнера в Париже выступил с рядом докладов на антропософские темы. В 1953 в Париже вышел посмертный сборник стихов «Жатва». Лирику Белоцветова пронизывает христианское философское начало. Г.П. Струве отзывался о Белоцветове сдержанно: «поэт серьезный, но бледноватый». Ю.Иваск отмечал музыкально-мелодический строй лирики Белоцветова: вошедшие в последний прижизненный сборник «Шелест» тексты «написаны одним дыханием. Каждое стих, состояло из одной непрерывной музыкальной фразы». В этой особенности стиховой мелодики Иваск видел отражение «блоковской музыки»; при этом Белоцветов освобождает её «от всего земного, тяжелого, от всякого вообще фона»...)
- Вып. 3. Штейгер, Анатолий. Мертвое «да»: Стихотворения, проза, воспоминания, письма. 2008. — 488 стр.
  - «Обнимаю тебя кругозором // Гор, гранитной короною скал. // Занимаю тебя разговором — // Чтобы легче дышал, крепче спал». Эти строки, посвященные Анатолию Сергеевичу Штейгеру (1907–1944), молодому поэту, одному из наиболее значительных поэтов «первой волны» эмиграции, с детства больному тяжелой формой туберкулеза, принадлежат перу Марины Цветаевой. «Наконец-то встретила надобного мне», — сообщала она. Если прочитать все множество писем — шедевров эпистолярного жанра XX века, — которые писала Цветаева Штейгеру, то вполне можно подумать, что между ними было глубокое и серьезное чувство. В посланиях Цветаева говорит о любви, об опыте жизни, подробно, пристально объясняет молодому поэту, как замечательны его стихи и что надо в них добавить. А между тем они виделись всего один раз, и то, когда весь роман в письмах уже давно сошел на нет. Цветаева выдумала его, как выдумывала многих. Но поэтический талант Штейгера Марина Ивановна разглядела очень точно, когда в 1936 году получила от совершенно незнакомого поэта книгу его стихов «Благодарность»... В 1920 году семье Штейгеров чудом удалось прорваться на английский корабль, оставив на берегу почти все, что было взято с собой. А дальше — Европа, болезни, путешествия и... признание в мире русского литературного Парижа. Тоненькие книжечки стихов встретили поистине восторженный прием «метра» молодых поэтов Георгия Адамовича. В поэзии, отмеченной влиянием М.Кузмина, Г.Иванова, Г.Адамовича, но в то же время глубоко индивидуальной, преобладает лирическая миниатюра, мотивы одиночества, ностальгии, хрупкости мира, предчувствия смерти... «Никто, как в детстве, нас не ждет внизу, // Не переводит нас через дорогу. // Про злого муравья и стрекозу // Не говорит. Не учит верить Богу. // До нас теперь нет дела никому — // У всех довольно собственного дела. // И надо жить, как все, — но самому... // (Беспомощно, нечестно, неумело)»...)
- Вып. 4. Максимов, Николай. Голое небо: Стихотворения. 2009. — 228 стр.
  - Стихи безвременно ушедшего Николая Михайловича Максимова (1903—1928) продолжают акмеистическую линию русской поэзии Серебряного века. Данное издание включает в полном объеме единственный сборник поэта «Стихи» (1929) и изданную тиражом 100 экз. книгу «Памяти Н.М. Максимова» (1932).
- Вып. 5. Курдюмов, Всеволод. Прошлогодняя синева: Стихотворения. 2009. — 200 стр.
  - Всеволод Курдюмов (1892—1956) — один из многих поэтов, «ушибленных» в юности М.Кузминым, лучшие свои сборники стихотворений выпустил мизерными, сугубо библиофильскими тиражами — «Ламентации мои» (1914; 80 экз.), «Зимою зори» (1915; 50 экз.), «Прошлогодняя синева» (1915; 75 экз.).
- Вып. 6. Рославлев, Александр. Земное чрево: Стихотворения. 2010. — 344 стр.
  - Александр Степанович Рославлев (1883—1920) имел среди современников репутацию эпигона «старших» символистов, скандального представителя петербургской литературной богемы. Вместе с тем, лучшим стихотворения Рославлева присущи сила и мрачная выразительность. В начале XX века Рославлев был хорошо известен читающей России, особенно в период между двух революций. Вот только слава его оставалась в те годы по большей части скандальной, и современникам поэт запомнился скорее как фигура пародийная, очень чуткая к требованиям литературной моды. Но не стоит забывать и о том, что Рославлеву посвящал свои стихи взыскательный М.Кузмин, его книги иллюстрировали И.Билибин и М.Соломонов, поэт широко печатался в известных сборниках...
- Вып. 7. Зоргенфрей, Вильгельм. Милосердная дорога: Стихотворения. — 2-е изд., доп. 2011. — 196 стр.
  - Вильгельм Александрович Зоргенфрей (1882—1938) — русский поэт Серебряного века — долгие годы был известен любителям поэзии как блистательный переводчик Гейне, а главное — как один из четырех «действительных друзей» Александра Блока. Лишь спустя 50 лет после расстрела по сфабрикованному ленинградскому писательскому делу начали возвращаться к читателю лучшие лирические стихи поэта. Несмотря на то, что поэзия Зоргенфрея была отмечена печатью русского символизма, а его имя было тесно связано с этим литературным направлением, он, тем не менее, был далёк от манифестов и деклараций, в которых утверждались эстетические и идейные принципы символистской школы.
- Вып. 8. Берман, Лазарь. Парящий полет: Стихотворения. 2010. — 116 стр.
  - Судьба дважды проводила его рядом с местом гибели больших русских поэтов: Гумилёва и Есенина (в 1925 году заходил к Есенину в гостиницу «Англетер» вечером накануне самоубийства последнего). В 1918 году он сам чудом избежал расстрела, оказавшись в числе заложников. Вопреки многим трагическим обстоятельствам поэт, писатель, журналист Лазарь Васильевич Берман (1894-1980) прожил долгую, интересную жизнь...
- Вып. 9. Булич, Вера. Чужая весна: Стихотворения, переводы. — 3-е изд., доп. 2011. — 388 стр.
  - Вере Сергеевне Булич (1898—1954), поэтессе первой волны эмиграции, пришлось прожить всю свою взрослую жизнь в Финляндии. Известность ей принес уже первый сборник «Маятник» (1934, Гельсингфорс), за которым последовали еще три: «Пленный ветер» (1938, Таллин), «Бурелом» (1947, Хельсинки) и «Ветви» (1954, Париж)...
- Вып. 10. Беленсон, Александр. Голубые панталоны: Стихотворения, эссе. 2010. — 240 стр.
  - Александр Беленсон (1890—1949) вошел в историю русской поэзии Серебряного века прежде всего как издатель и редактор знаменитых и изысканных по оформлению альманахов «Стрелец», интересных неожиданным симбиозом символистов и кубофутуристов. После революции писал об авангардном кино, публиковал опыты коллажной прозы, накануне и в годы Второй мировой войны написал ряд известных советских песен (под псевд. А. Лугин).
- Вып. 11. Раевский, Георгий. Одинокий прохожий: Стихотворения. 2010. — 268 стр.
  - Георгий Раевский (Георгий Оцуп, 1897/1898—1963) — поэт первой волны русской эмиграции, один из активных участников близкой к В.Ходасевичу литературной группе Перекресток. Выпустил в Париже три сборника стихотворений, которые в полном объеме вошли в данное издание.
- Вып. 12. Червинская, Лидия. Невидимая птица: Стихотворения, проза. 2011. — 360 стр.
  - Лидия Давыдовна Червинская (1906—1988) была, наряду с Анатолием Штейгером, яркой представительницей «парижской ноты» в эмигрантской поэзии. Ей удалось очень тонко, пронзительно и честно передать атмосферу русского Монпарнаса, трагическое мироощущение «незамеченного поколения». «Поэзия Червинской подчёркнуто эмоциональна, полна мотивами любви, тоски, слёз и сомнения. В её стихах запечатлены контрасты между идеалом и действительностью, надеждой и разочарованием, прошлым и настоящим, эмиграцией и Россией» (В.Казак).
- Вып. 13. Вольтман, Варвара. Капризная Муза: Стихотворения, поэмы. 2011. — 168 стр.
  - Между выходом первого (прижизненного) и второго (посмертного) сборников стихов Варвары Васильевны Вельтман (1901—1966) прошло 39 лет, в течение которых она была по сути насильно вытеснена из литературной жизни. А ведь были когда-то и громкие выступления на поэтических вечерах в Политехническом музее, и одобрение её стихов самой (Анной Ахматовой)...
- Вып. 14. Чернов, Филарет. Темный круг: Стихотворения, очерк. 2011. — 228 стр.
  - Филарет Чернов (1878—1940) — поэт и прозаик начала XX века, отдельной книги которого до настоящего времени просто не было. «Потомственный алкоголик, монах, сбежавший из монастыря за убийство, жуткий бабник, умерший в дурдоме — фигура колоритная...», — пишет о нем составитель серии В.Кудрявцев. Но главное — отличный поэт. «До революции Чернов печатался в „Ниве“ и других журналах довольно часто. [...] Своё лучшее он написал уже в 20-х годах. Тетрадь стихов была озаглавлена: „В темном круге“. Это редкая в русской поэзии философская лирика, как бы продолжающая позднего Фета. [...] Последние годы жизни поэт служил литсотрудником и писал рассказы. Умер после очередного запоя» (Г. Сапгир). «Я написал свыше 5 тысяч стихотворений, — говорил Чернов, — и так мало у меня осталось. — Я иногда, — говорил он, — садился и неделями писал, писал, писал. Писал по сотне стихотворений, какое-то безумие, припадок творчества овладевал мною, и я писал, писал. Потом я уничтожал написанное. Посылал свои стихи в редакции разных журналов, где иной раз их печатали, и таким образом у него, по разным журналам, напечатано большое количество стихотворений, но издать свои стихи отдельной книжкой ему не удалось» (из «Воспоминаний о Филарете Чернове» Е. Кропивницкого).
- Вып. 15. Лесная, Лидия. Порхающая душа: Стихотворения. 2011. — 264 стр.
  - «Нет лучшего мотива, чем — „это красиво“», — искренне обозначила, вступая в литературу, своё творческое кредо Лидия Лесная (1889—1972). Под этим поэтическим и творческим псевдонимом Скрывалась Лидия Озиясовна Шперлинг, которую одни критики называли «одаренной поэтессой города», другие — «милой городской куколкой», автором «шероховатых капризных стихов». Поэзии Лидии Лесной присущи изящество, легкая ирония, внимание к «милым мелочам», разговорная интонация. Созданный поэтессой образ кокетливой, грациозной женщины-кошечки, остроумно оправдывающей свою неверность стремлением к полноте жизни, перекликается с женскими образами И. Северянина и «Стихов Нелли» В. Брюсова. В то же время экзотизм и неожиданность сюжетных ходов сближает некоторые из её стихов с поэзией с Н.Агнивцева.
- Вып. 16. Рафалович, Сергей. Пленная воля: Стихотворения, поэмы. 2011. — 472 стр.
  - Сергей Львович Рафалович (1875—1944) опубликовал за свою жизнь столько книг, прежде всего поэтических, что всякий раз пишущие о нем критики и мемуаристы путались, начиная вести хронологический отсчет. По справедливому замечанию М.Гаспарова, Рафалович был «автором стихов, уверенно поспевавших за модой». В самом деле, испытывая близость к поэтам-символистам, он охотно печатался рядом с акмеистами, писал интересные статьи о русском футуризме. Тем не менее, несмотря на обилие поэтической продукции, из которой можно отобрать сборник хороших, тонких, мастерски исполненных вещей, Рафалович не вошел практически ни в одну антологию Серебряного века и Русского Зарубежья.
- Вып. 17. Стырская, Елизавета, Герман Эммануил. Две крови: Стихотворения. 2012. — 296 стр.
- Вып. 18. Галати, Екатерина. Трудный жребий: Стихотворения. 2012. — 180 стр.
  - Екатерина Галати (1890 или 1889—1935) своей поэтической манерой была близка к младшему поколению символистов. Её активная творческая деятельность продолжалась недолго; особенно плодотворной она была в середине 10-х и начале 20-х годов прошлого века, когда поэтесса входила сначала в общество «Медный всадник», затем — в литературный кружок «Зеленая лампа». Свой второй сборник стихотворений «Золотой песок» (1924), сложившийся в посреволюционные «убийственные годы», Екатерина Галати первоначально собиралась назвать «Убежище», где её «не сыщет враг». Увы, для неё, как и многих других, все закончилось суровым окриком ОГПУ и ранней смертью. Последний раз имя Галати мелькает в печати в 1928 году — она, как и многие другие в эти годы, вынуждена была перейти на детскую литературу.
- Вып. 19. Вознесенский (Бродский), Ал. Кому повем?: Стихотворения. 2012. — 324 стр.
  - Провидению было угодно задолго до «Пилигримов» и «Треугольной груши» оценить меру таланта обладателя знаковых для русской литературы имен. Настоящая фамилия Александра Сергеевича Вознесенского (1880—1939) была под стать его звучному псевдониму — Бродский. Поэт, прозаик, драматург, переводчик, критик, киносценарист и кинотеоретик, он оставил заметный след в культурной жизни России первой трети XX века.
- Вып. 20. Радлова, Анна. Полынь-звезда: Стихотворения, драма. 2012. — 268 стр.
  - Анна Дмитриевна Радлова (1891—1949) — талантливая поэтесса и переводчица, известная красавица Серебряного века с яркой и трагической судьбой, имя которой, наряду с именами Ахматовой и Цветаевой, воспринималось в 20-е годы прошлого столетия как одна из вершин русской «женской» поэзии. В данное издание в полном объеме включены три сборника стихотворений А. Радловой — «Соты» (1918), «Корабли» (1920), «Крылатый гость» (1922), драма в стихах «Богородицын корабль» (1923), стихотворения, не вошедшие в сборники, а также отзывы современников о её творчестве, посвященные А. Радловой стихотворения и несколько стихотворений Сергея Радлова — мужа поэтессы.
- Вып. 21. Винкерт, Владимир. Черный фрак: Стихотворения. 2013. — 208 стр.
  - Владимир Винкерт, херсонский поэт-сатириконовец начала XX века, оставил после себя весьма скромное литературное наследие — два сборника: «Стихотворения» (1902), «От лучины к радию» (1913), да полтора десятка текстов, рассеянных по страницам периодических изданий Санкт-Петербурга и юга России. Первые стихи поэта, в основном, были посвящены личным переживаниям, в произведениях 1918—1919 годов уже присутствует дух времени, появляются стихи социально-бытовой тематики с сатирической окраской. Следы Владимира Винкерта теряются в 20-х годах прошлого века. Единственным источником информации о нём служат статьи о литературной жизни Херсона начала XX века, анонсы о выходе в свет сборников его стихов, критические заметки на них, опубликованные на страницах местных газет. И, конечно же, стихи поэта…
- Вып. 22. Голлербах, Эрих. Флейты Осени: Стихотворения. 2013. — 148 стр.
  - Эрих Голлербах (1895—1942) — русский искусствовед, художественный и литературный критик, тонкий стилист; библиограф и библиофил. А еще он — знаток русской графики: книжной иллюстрации, гравюры, экслибриса. Музейный и издательский работник. Первый биограф Василия Розанова. Коллекционер. Глава Ленинградского общества библиофилов. Недурной рисовальщик. Мастер дружеских посланий, эпиграмм и стихотворных тостов, а также автор «заумных» философских эссе... В данном издании собрана бОльшая часть поэтического наследия Эриха Голлербаха: сборники «Чары и таинства. Тетрадь посвящений» (1919), «Портреты» (1926, 1930), другие стихотворные произведения, а также философские заметки «В зареве Логоса. Спорады и фрагменты» (1920).
- Вып. 23. Мешков, Николай. Снежный сад: Стихотворения. 2014. — 228 стр.
  - Критики относили Николая Мешкова (1885—1947), вместе с такими авторами как Н.Ашукин, Л.Зилов, П.Петровский, А.Липецкий к поэтам реалистической ориентации, приверженцам тихой, пейзажной лирики, разрабатываемой с оглядкой на классические образцы XIX — начала XX века. Не случайно «программная», по сути, статья Н. Мешкова посвящена творчеству глубоко почитаемого им Ивана Бунина. В данный сборник, помимо этой статьи, включены стихотворения Николая Мешкова из трех прижизненных книг: «Снежные будни» (1911), «Стихотворения» (1914), «Четыре времени года» (1923) и ряда альманахов, а также отзывы современников о его поэзии.
- Вып. 24. Смиренский, Владимир (Андрей Скорбный). Напрасная нежность: Стихотворения, поэмы. 2014. — 188 стр.
  - Имя Владимира Викторовича Смиренского (1902—1977) — поэта, мемуариста, историка литературы — долгие годы оставалось знакомо лишь специалистам да истинным любителям поэзии. Поддержанный в начале творческого пути А.Блоком, в 1921–1922 годах он издает сразу четыре поэтических сборника под псевдонимом «Андрей Скорбный», активно участвует в литературной жизни Петрограда-Ленинграда, становится секретарем Ф.Сологуба... Еще один сборник («Осень», 1927) издан поэтом под настоящей фамилией. Затем — арест, двадцать лет (с небольшими перерывами) принудительного труда на стройках ГУЛАГа, провинциальный Волгодонск, находящийся на периферии литературной карты страны. В настоящее издание вошли избранные стихотворения и поэмы В. Смиренского, а также статьи и очерки о В.Хлебникове, А.Ахматовой, Ф.Сологубе, А.Грине.
- Вып. 25. Лопатто, Михаил. Сердце ночи: Стихотворения, переводы. 2015. — 280 стр.
  - В 1910-е годы Михаил Осипович (Иосифович) Лопатто (1892–1981) принадлежал к славной плеяде участников Пушкинского семинария профессора С.А. Венгерова, являлся одним из основателей бурлескного кружка «Омфалитический Олимп». Навсегда уехал из России в 1920 году; жил в Берлине, позже обосновался в Италии и надолго отошел от литературы. На склоне лет вернулся в поэзию, издал сборник «Стихи» (Париж, 1959), куда вошли произведения как из ранних книг, так и написанные в эмиграции. В настоящее издание вошли все три поэтических сборника М. Лопатто: «Избыток» (Пг., 1916), «Круглый стол» (Пг.-Одесса, 1919), «Стихи» (Париж, 1959), а также переводы из Анри де Ренье и коллективный пародийный сборник «Омфалитический Олимп. Забытые поэты».
- Вып. 26. Копылова, Любовь. Гроздь золотая: Стихотворения. 2015. — 196 стр.
  - Любовь Федоровна Копылова (1885—1936) на рубеже 1920-х годов оставила поэтическое творчество, в непростом жизненном выборе между евангельскими Марией и Марфой решив следовать многотрудным и жертвенным путём второй из сестер. В настоящее издание в полном объеме вошли все три сборника поэтессы: «Стихи о примирении. Голос мятежный» (1909), «Стихи. Тетрадь вторая» (1914), «Благословенная печаль» (1918).
- Вып. 27. Кузнецов, Димитрий. Овал портрета: Стихи и проза. 2015. — 96 стр.
  - Из литературного наследия нижегородского, затем московского поэта и прозаика Димитрия Ивановича Кузнецова (1896—1930) — единственного «прямого» ученика Бориса Садовского — сохранилось, видимо, только то, что было напечатано им при жизни и представлено в этой книге. Неужели остальное пропало безвозвратно? Или рукописи готовых к печати книг его стихов и прозы все-таки найдутся?.. В настоящее издание вошли поэтический сборник «Медальон» (1924), повесть «Елизавета» (1929) и еще три стихотворения. Составление, предисловие, подготовка текста и примечания В.Э. Молодякова.
- Вып. 28. Андреев Михаил, Жижмор Максим. Куцые писи. 2015. — 203 стр.
  - Сборник воскрешает из небытия двух интересных поэтов 1920-х годов прошлого века: Михаила Андреева (1880-е? — не ранее 1928) и Максима Жижмора (1888—1936). Двух удивительно несерьезных сатириков и, одновременно, грустных и трогательных юмористов, творчество которых при формальной близости к Пролеткульту значительно ярче и оригинальнее, чем стихи многих коллег по литературному цеху. Предисловия — Виктор Кудрявцев и Александр Соболев.
- Вып. 29. Китаев, Александр. Золотое коромысло: Неизданные стихотворения из собрания В.Э. Молодякова. 2015. — 184 стр.
  - Участник художественной и литературной жизни Казани, Смоленска, Петрограда и Москвы Александр Виссарионович Китаев (1888—1953), больше известный как живописец и график, оставил обширное поэтическое наследие, из которого при жизни опубликовал лишь две небольших книжки «Оранжевый колорит» (1921) и «Башки башкир. Крыло поэмы» (1924). Корпус неизданных текстов Китаева 1906–1923 гг., находящийся в собрании В.Э. Молодякова, позволяет лучше представить творчество поэта, прошедшего путь от подражаний Надсону и эпигонам народнической поэзии до близости к имажинистам. Все стихотворения публикуются впервые. Составление, предисловие, подготовка текста и примечания В.Э. Молодякова.